# Фаузи ас-Селу
Фаузи ас-Селу (араб. فوزي السلو‎; 1905, Дамаск — 1972, Дамаск) — сирийский государственный, политический и военный деятель, президент Сирии с 3 декабря 1951 по 11 июля 1953 года.

## Биография
Учился в Военной академии города Хомс. Когда Сирия стала полностью независимой в 1946 году, он стал директором академии. В 1948 году участвовал в арабо-израильской войне, где он сблизился с начальником штаба Хусни аль-Заимом. Когда Заим пришел к власти в результате государственного переворота в марте 1949 года, он назначил Селу военным атташе в сирийско-израильских переговорах о перемирии. В итоге Фаузи стал главным архитектором договора о прекращении огня, которое было подписано в июле 1949 года. Селу продемонстрировал готовность добиваться всеобъемлющего мирного урегулирования с Израилем, в том числе окончательного соглашения о границах, договора о палестинских беженцев, и о создании сирийского посольства в Тель-Авиве. Однако Заим был свергнут и убит, и власть в республике перешла под руководство администрации националиста Хашима аль-Аттаси. Атасси оставил в силе соглашение о перемирии, но отказался рассматривать мир с Израилем. Позднее Селу познакомился с Адибом аль-Шишакли, который назначил его министром обороны.

### На посту президента
Шишакли совершил переворот в ноябре 1951 года, но не смог убедить популярного в народе Атасси остаться на посту президента, который ушел в отставку в знак протеста. В результате, Шишакли назначил Селу в качестве президента, премьер-министра и начальника штаба, сохраняя реальную власть за собой, оставаясь в менее общественной должности заместителя начальника штаба. Они создали полицейское государство, где подавлялась оппозиция. Под руководством Шишакли, Селу произвёл шаги к улучшению отношений с Иорданией, открывая первое сирийское посольство в Аммане и начал дружбу с королём Талалом. Он также стремился улучшить отношения с Ливаном, Египтом и Саудовской Аравией.

### После отставки
11 июля 1953 года Шишакли отправил в отставку Селу и назначил президентом себя. Селу бежал в Саудовскую Аравию и стал советником короля Сауда, а затем его брата короля Фейсала. Когда Шишакли был свергнут в феврале 1954 года, военный суд в Дамаске обвинил Селу в коррупции, злоупотреблении служебным положением и в незаконном внесении поправок в конституцию. Он был приговорен к смертной казни заочно.
Позже был помилован новым правительством и вернулся в Дамаск. Уйдя из политики, умер в военном госпитале Хараста в возрасте 67 лет 29 апреля 1972 года.